# Харалампи Карастоянов
Харалампи Н. Карастоянов е български фармацевт, революционер и политик от Народната партия, кмет на София.

## Биография
Харалампи Карастоянов е роден на 18 февруари (6 февруари стар стил) 1855 г. в град Свищов. Получава първоначално и средно образование в родния си град. През Сръбско-турската война (1876) взима участие в четата на Филип Тотю, с която се бие при Корито, Бабина глава, Чипровци, Чипровския манастир, Орлова стена и др. По време на Руско-турската война е доброволец в 6-а дружина на Българското опълчение и участва в сражения на 4 юли 1877 г. при с. Лаханлии, на 5 юли при Казанлък, на 21 и 21 юли при с. Ахматлии и на 28 декември при Шейново. След уволняването си от опълчението заминава за Русия да довърши висшето си образование и в периода 1882 – 1885 г. учи фармация в Москва. Между 1886 – 1889 г. специализира токсикология в Тарту, днес Естония със стипендия на Върховния медицински съвет.
След връщането си в България Карастоянов преподава известно време в Софийския университет по специалностите токсикология, аналитична химия, теоретична и органична химия. Между 1894 и 1898 г. е редовен професор, но напуска университета по собствено желание. Редактор е на списание „Фармацевтически преглед“, а през 1897 г. издава книгата „Аптекарския въпрос в България“.
През юни-юли 1911 година Харалампи Карастоянов е депутат в V велико народно събрание. На 31 август 1911 година кмет на София – първоначално начело на временна комисия след отстраняването на демократа Константин Батолов, а след проведените местни избори и като редовен кмет – и остава на поста до 4 юни 1912 година. Сред инициативите му на поста са закриването на публичните домове и стъпките за побратимяване на София с Париж. През този период продължава активното изграждане на училища в бързо растящия град.

## Памет
Улица в квартал Банишора, София е наименувана „Харалампи Карастоянов“ (Карта).